# Hunza

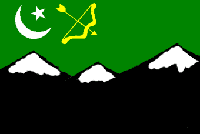
Hunzas flagga.

Hunzadalen.

Hunza är ett område i norra Pakistan, nordväst om Kashmir. Det var en liten vasallstat i Brittiska Indien. Omkring 10 000 km² och 10 126 inv. (1911), muslimska darder. Hunza innesluter de flesta pass som för över Pamir. Hunza, vilket grundades som stat under 1500-talet, kom under brittiskt välde genom överste A. Durands expedition dit 1891, föranledd av invånarnas upprepade plundringar av handelskaravaner.
Hunza blev en del av Pakistan när denna stat bildades 1947. I området lever ett folk, burushaski, som har uppmärksammats för sin goda hälsa.
Hunza är också namnet på en biflod till Gilgit i norra Kashmir. 